# غاياتري ناير
غاياتري ناير (بالإنجليزية: Gayatri Nair)‏ هي عازفة بيانو ومغنية بريطانية، ولدت في 5 مايو 2001 في تشيناي في الهند.

## وصلات خارجية
- الموقع الرسمي
- غاياتري ناير على موقع ميوزك برينز (الإنجليزية)